# 4N-ميثيل سيتيدين
4N-ميثيل سيتيدين (بالإنجليزية: N4-Methylcytidine )‏ واختصارا (م4س) هو نوكليوسيد قاعدته 4N-ميثيل سايتوسين وهي مشتق ممثيل للسايتوسين مرتبطة بسكر الريبوز. يتواجد طبيعيا في بعض جزيئات الريبوسومي.
المشتق ثنائي الميثيل للـ (م4س) هو 4N،4N-ثنائي ميثيل سيتيدين.

## وصلات خارجية
- ملخص تعديل N4-Methylcytidine فـي قاعدة بيانات مودوميكس.